# Williams-Brice Stadium

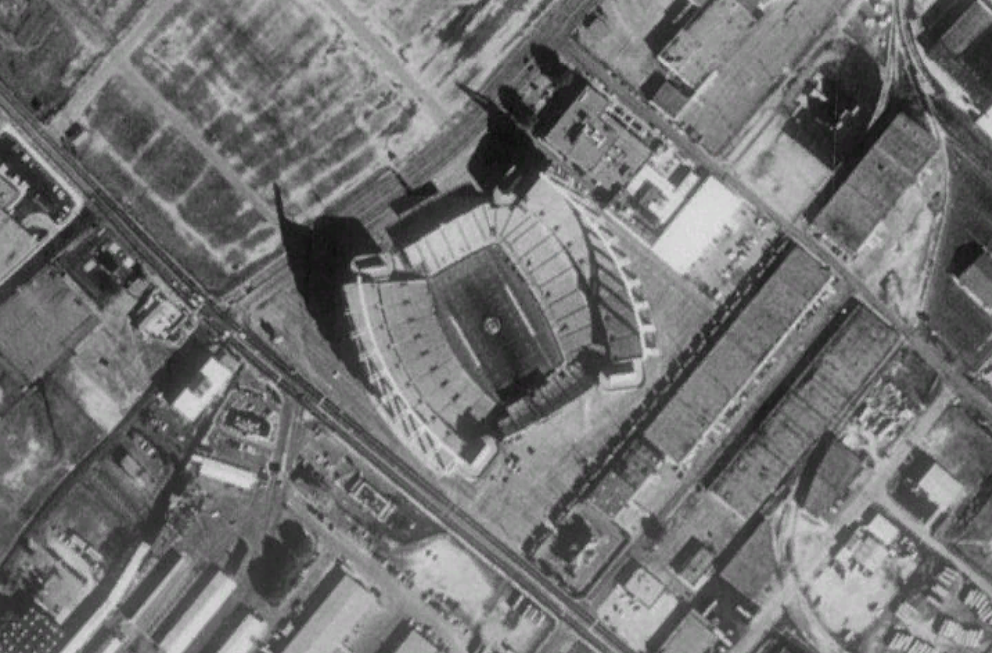
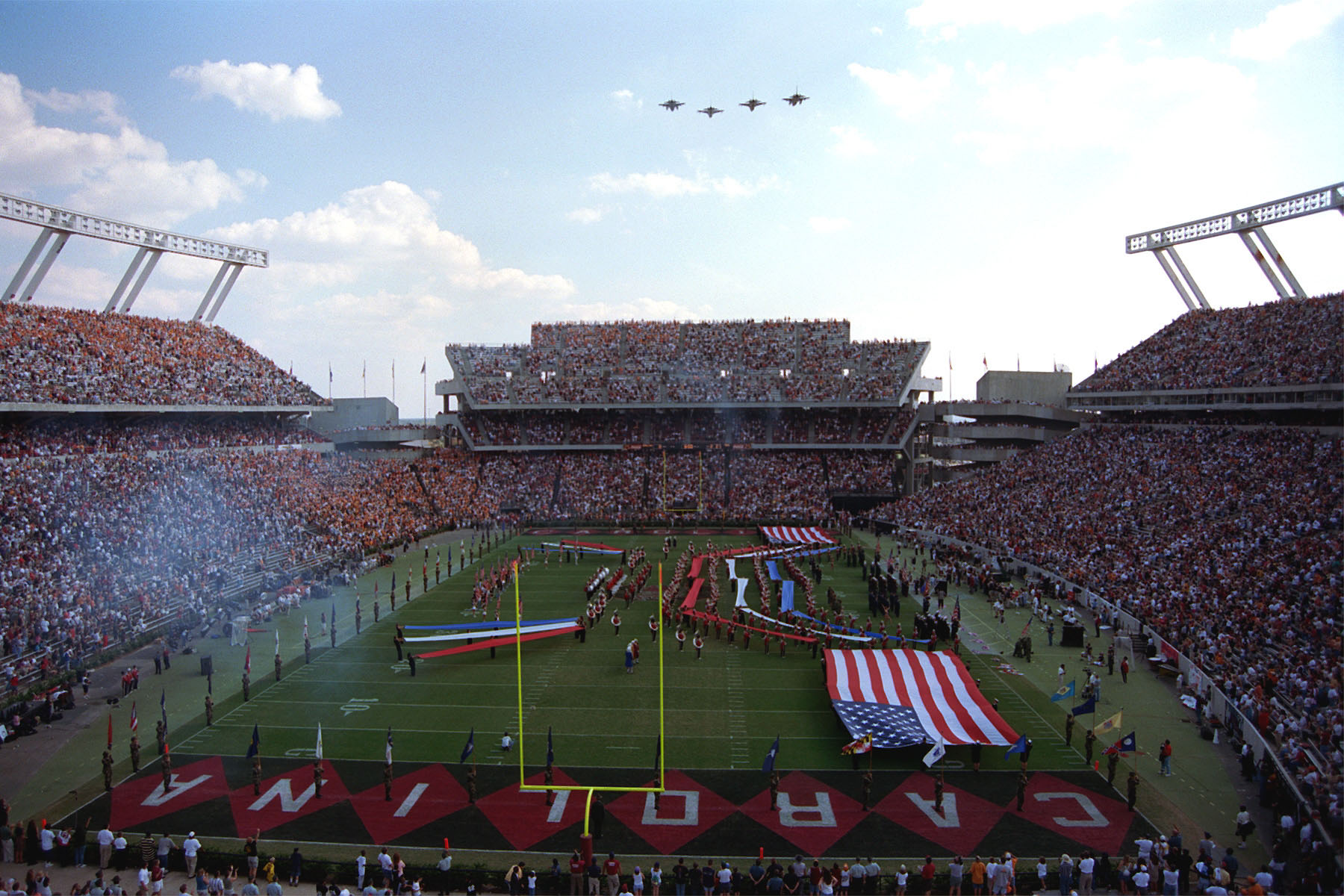

Williams-Brice Stadium es un estadio de fútbol americano universitario ubicado en Columbia, Carolina del Sur. Fue inaugurado en el año 1934 y tiene una capacidad para albergar a 80 250 aficionados cómodamente sentados. Su equipo local son los South Carolina Gamecocks, pertenecientes a la Southeastern Conference de la National Collegiate Athletic Association.